# Shin A-lam
Dans ce nom coréen, le nom de famille, Shin, précède le nom personnel.
Shin A-lam, née le 23 septembre 1986 dans le district de Geumsan, est une escrimeuse sud-coréenne pratiquant l'épée. Lors des Jeux olympiques de Londres 2012, elle se rend célèbre en refusant de quitter la piste pendant plus d'une heure, contestant sa défaite contre l'Allemande Britta Heidemann. Une polémique, mettant en cause l’arbitrage de l'épreuve, se développe sur un blocage du chronomètre qui s'est arrêté sur la dernière seconde, laissant le temps à Heidemann de marquer un point décisif alors que Shin A-lam aurait été déclarée gagnante au bout du temps officiel si celui-ci avait été normalement décompté,.

## Palmarès
- Jeux olympiques
  -  Médaille d'argent par équipes aux Jeux olympiques d'été de 2012 à Londres

- Championnats du monde d'escrime
  -  Médaille de bronze par équipes aux championnats du monde d'escrime 2010 à Paris

## Classement en fin de saison
| Année  | 2005 | 2006 | 2007 | 2008 | 2009 | 2010 | 2011 | 2012 | 2013 | 2014 | 2015 | 2016 | 2017 | 2018 | 2019 | 2020  | 2021 |
| ------ | ---- | ---- | ---- | ---- | ---- | ---- | ---- | ---- | ---- | ---- | ---- | ---- | ---- | ---- | ---- | ----- | ---- |
| Rang   | 123  | 28   | 66   | 151  | 130  | 63   | 16   | 9    | 6    | 14   | 9    | 10   | 13   | 38   | 81   | 134   | 140  |
| Points | 8    | 70   | 38   | 8    | 14   | 42   | 89   | 124  | 122  | 87   | 104  | 111  | 108  | 47   | 18,5 | 10,25 | 8,25 |